# Borki Nizińskie
Borki Nizińskie – wieś w Polsce, położona w województwie podkarpackim, w powiecie mieleckim, w gminie Tuszów Narodowy, nad Kanałem Chorzelowskim zajmuje powierzchnię 4,98 km kwadratowych.
| SIMC    | Nazwa         | Rodzaj    |
| ------- | ------------- | --------- |
| 0664912 | Pod Kościołem | część wsi |

Pierwsza wzmianka o Borkach Nizińskich pochodzi z 1529 roku.
W latach 1954–1960 wieś należała i była siedzibą władz gromady Borki Nizińskie, po jej zniesieniu w gromadzie Gawłuszowice. W latach 1975–1998 miejscowość administracyjnie należała do województwa rzeszowskiego.
We wsi urodził się artysta malarz Kazimierz Głaz, a także podpułkownik Paweł Hajduk – zawodowy oficer piechoty, kawaler Virtuti Militari,ofiara zbrodni katyńskiej (zginął w Charkowie).
W Borkach Nizińskich znajduje się trójnawowy kościół pw. Najświętszej Marii Panny, który jest siedzibą parafii rzymskokatolickiej Parafii Wniebowzięcia Najświętszej Maryi Panny od 1944 roku. W skład parafii wchodzą wyznawcy z Borków Nizińskich z Młodochowa i Babichy. Archiwa parafialne zawierają dokumenty począwszy od 1788 roku.